# Margaiostus
Margaiostus is een geslacht van kevers uit de familie  
kniptorren (Elateridae).
Het geslacht is voor het eerst wetenschappelijk beschreven in 1978 door Stibick.

## Soorten
Het geslacht omvat de volgende soorten:
- Margaiostus andicola (Fairmaire& Germain, 1860)
- Margaiostus glacialis (Van Dyke, 1932)
- Margaiostus grandicollis (LeConte, 1863)
- Margaiostus grandicollis (LeConte, 1863)
- Margaiostus magellanicus (Blanchard, 1845)
- Margaiostus valens (Fall, 1934)